# Hemiargus hanno watsoni
Hemiargus hanno watsoni är en fjärilsart som beskrevs av Comstock och Huntington 1946. Hemiargus hanno watsoni ingår i släktet Hemiargus och familjen juvelvingar. Inga underarter finns listade i Catalogue of Life.